# Stazione di Tito
A Stazione di Tito vasútállomás Olaszországban, Tito településen található.

## Vasútvonalak
Az állomást az alábbi vasútvonalak érintik:
- Salerno–Potenza-vasútvonal

## Kapcsolódó állomások
A vasútállomáshoz az alábbi állomások vannak a legközelebb:
- Stazione di Potenza Centrale
- Stazione di Picerno